# Âm mưu của Lọ Lem
Âm mưu của Lọ Lem (tiếng Hàn: 은밀한 유혹; Romaja: Eunmilhan Yuhok, tên dịch tiếng Anh Perfect Proposal) là một bộ phim trinh sát tình cảm Hàn Quốc 2015 của biên kịch kiêm đạo diễn Yoon Jae-gu, dựa trên tiểu thuyết La Femme de paille ("Woman of Straw") của Catherine Arley.

## Phân vai
- Im Soo-jung vai Ji-yeon[6][7]
- Yoo Yeon-seok vai Sung-yeol
- Lee Geung-young vai Chairman Kim Seok-gu
- Park Chul-min vai Yacht captain
- Jin Kyung vai Jang Hye-jin
- Min Do-hee vai Yoo-mi
- Enes Kaya vai Victor
- Lee Mahbubas Khan
- Mahbub Alam Pollob
- Dean Dawson vai Landlord
- Jeff Johnson vai Sailor

## Phòng vé
Âm mưu của Lọ Lem được công chiếu vào ngày 4 tháng 6 năm 2015 và đứng vị trí thứ 4 trên phòng vé khi kiếm được 760 triệu ₩ (676,000 đô la Mỹ) từ 95,700 người xem trong 
4 ngày đầu.